# Olympische Jugend-Winterspiele 2024/Teilnehmer (Lettland)
| Gelbes Symbol für Goldmedaillen mit stilisierten Olympischen Ringen | Graues Symbol für Silbermedaillen mit stilisierten Olympischen Ringen | Braundes Symbol für Bronzemedaillen mit stilisierten Olympischen Ringen |
| ------------------------------------------------------------------- | --------------------------------------------------------------------- | ----------------------------------------------------------------------- |
| 2                                                                   | 3                                                                     | 1                                                                       |

Lettland nahm mit 45 Athleten (27 Männer, 18 Frauen) an den Olympischen Jugend-Winterspielen 2024 in der südkoreanischen Provinz Gangwon teil.

## Medaillen

### Medaillenspiegel
| Rang   | Sportart   | Gold | Silber | Bronze | Gesamt |
| ------ | ---------- | ---- | ------ | ------ | ------ |
| 1      | Skeleton   | 1    | 1      | 1      | 3      |
| 2      | Eishockey  | 1    | —      | —      | 1      |
| 3      | Rennrodeln | —    | 2      | —      | 2      |
| Gesamt | Gesamt     | 2    | 3      | 1      | 4      |

### Medaillengewinner
| Name/n | Sportart   | Wettkampf    |
| --- | ---------- | ------------ |
| Gold |            |              |
| Emīls Indriksons | Skeleton   | Männer       |
| Roberts Kravalis Patriks Plūmiņš Herberts Laugalis Leonards Aleksandrs Grundmanis Fēlikss Niks Paurs Ričards Rutkis Kristers Obuks Timurs Mališevs Olivers Mūrnieks Makss Mihailovs Martins Klaucāns Daniels Reidzāns Martins Bārtulis | Eishockey  | 3×3 Männer   |
| Silber |            |              |
| Dārta Neimane | Skeleton   | Frauen       |
| Jānis Gruzdulis-Borovojs / Ēdens Eduards Čepulis | Rennrodeln | Doppelsitzer |
| Margita Sirsniņa Edvarts Marts Markitāns Jānis Gruzdulis-Borovojs / Ēdens Eduards Čepulis | Rennrodeln | Teamstaffel  |
| Bronze |            |              |
| Laura Lēģere | Skeleton   | Frauen       |

## Teilnehmer nach Sportart

### Biathlon
| Athleten                                                                     | Wettbewerbe                           | Zeit        | Fehler         | Rang |
| ---------------------------------------------------------------------------- | ------------------------------------- | ----------- | -------------- | ---- |
| Frauen                                                                       |                                       |             |                |      |
| Keita Patrīcija Kolna                                                        | 6 km Sprint                           | 24:22,6 min | 3 (1+2)        | 50   |
| Keita Patrīcija Kolna                                                        | 10 km Einzel                          | 48:11,8 min | 5 (1+2+1+0)    | 77   |
| Madara Veckalniņa                                                            | 6 km Sprint                           | 24:47,5 min | 3 (2+1)        | 54   |
| Madara Veckalniņa                                                            | 10 km Einzel                          | 46:47,1 min | 5 (2+1+2+0)    | 66   |
| Stella Bleidele                                                              | 10 km Einzel                          | 48:43,5 min | 4 (2+1+0+1)    | 80   |
| Männer                                                                       |                                       |             |                |      |
| Olivers Bresme                                                               | 7,5 km Sprint                         | DNS         | DNS            | DNS  |
| Olivers Bresme                                                               | 12,5 km Einzel                        | 51:27,8 min | 9 (2+2+3+2)    | 67   |
| Valters Bresme                                                               | 7,5 km Sprint                         | 5:16,6 min  | 4 (3+1)        | 64   |
| Valters Bresme                                                               | 12,5 km Einzel                        | 50:39,8 min | 8 (2+2+4+0)    | 64   |
| Adrians Māris Šņoriņš                                                        | 7,5 km Sprint                         | 24:35,4 min | 4 (1+3)        | 49   |
| Adrians Māris Šņoriņš                                                        | 12,5 km Einzel                        | 48:14,9 min | 6 (2+1+1+2)    | 40   |
| Mixed                                                                        |                                       |             |                |      |
| Madara Veckalniņa Adrians Māris Šņoriņš                                      | Single-Mixed-Staffel (6 km + 7,5 km)  | 52:51,2 min | 6+18 (4+9 2+9) | 23   |
| Keita Patrīcija Kolna Madara Veckalniņa Valters Bresme Adrians Māris Šņoriņš | Mixed-Staffel (2 × 6 km + 2 × 7,5 km) | DNS         | DNS            | DNS  |

### Bob
| Athleten           | Lauf 1  | Lauf 1 | Lauf 2  | Lauf 2 | Gesamt      | Gesamt |
| Athleten           | Zeit    | Rang   | Zeit    | Rang   | Zeit        | Rang   |
| ------------------ | ------- | ------ | ------- | ------ | ----------- | ------ |
| Frauen             |         |        |         |        |             |        |
| Amēlija Kotāne     | 56,84 s | 2      | 57,70 s | 5      | 1:54,54 min | 4      |
| Kate Liene Prudāne | 57,08 s | 4      | 57,73 s | 6      | 1:54,81 min | 5      |

### Curling
| Wettbewerb             | Mixed Doppel                                                 |
| ---------------------- | ------------------------------------------------------------ |
| Athleten               | Agate Regža Kristaps Zass                                    |
| Vorrunde               | Türkei 10:1 China 5:8 Neuseeland 9:4 Brasilien 6:3 Japan 4:5 |
| Viertelfinale          | ausgeschieden                                                |
| Halbfinale             | ausgeschieden                                                |
| Finale/Spiel um Bronze | ausgeschieden                                                |
| Rang                   | 11                                                           |

### Eishockey
| Wettbewerb | 3×3 Männer |
| ---------- | --- |
| Athleten   | Roberts Kravalis Patriks Plūmiņš Herberts Laugalis Leonards Aleksandrs Grundmanis Fēlikss Niks Paurs Ričards Rutkis Kristers Obuks Timurs Mališevs Olivers Mūrnieks Makss Mihailovs Martins Klaucāns Daniels Reidzāns Martins Bārtulis |
| Vorrunde   | Spanien (24:5) Großbritannien (24:1) Kasachstan (15:11) Chinesisch Taipeh (28:2) Österreich (9:3) Polen (8:3) Dänemark (11:6) |
| Halbfinale | Kasachstan (19:5) |
| Finale     | Dänemark (10:3) |
| Rang       | Gold |

### Eiskunstlauf
| Athleten         | Wettbewerb | Kurzprogramm/-tanz | Kurzprogramm/-tanz | Kür/Kürtanz | Kür/Kürtanz | Gesamt | Gesamt |
| Athleten         | Wettbewerb | Punkte             | Rang               | Punkte      | Rang        | Punkte | Rang   |
| ---------------- | ---------- | ------------------ | ------------------ | ----------- | ----------- | ------ | ------ |
| Frauen           |            |                    |                    |             |             |        |        |
| Sofija Stepčenko | Einzel     | 44,77              | 16                 | 76,002      | 16          | 120,79 | 16     |
| Männer           |            |                    |                    |             |             |        |        |
| Kirils Korkačs   | Einzel     | 53,36              | 16                 | 91,07       | 17          | 144,43 | 17     |

### Eisschnelllauf
| Athleten         | Wettbewerb | Zeit        | Rang |
| ---------------- | ---------- | ----------- | ---- |
| Männer           |            |             |      |
| Gustavs Vācietis | 500 m      | 39,75 s     | 21   |
| Gustavs Vācietis | 1500 m     | 2:02,64 min | 23   |

| Athleten         | Wettbewerb  | Halbfinale  | Halbfinale | Finale      | Finale | Rang |
| Athleten         | Wettbewerb  | Zeit        | Rang       | Zeit        | Rang   | Rang |
| ---------------- | ----------- | ----------- | ---------- | ----------- | ------ | ---- |
| Männer           |             |             |            |             |        |      |
| Gustavs Vācietis | Massenstart | 6:21,98 min | 8          | 5:41,02 min | 16     | 16   |

### Rennrodeln
| Athleten                                                                                  | Wettbewerb   | Lauf 1   | Lauf 1 | Lauf 2   | Lauf 2 | Gesamt       | Gesamt |
| Athleten                                                                                  | Wettbewerb   | Zeit     | Rang   | Zeit     | Rang   | Zeit         | Rang   |
| ----------------------------------------------------------------------------------------- | ------------ | -------- | ------ | -------- | ------ | ------------ | ------ |
| Frauen                                                                                    |              |          |        |          |        |              |        |
| Margita Sirsniņa                                                                          | Einsitzer    | 48,739 s | 7      | 48,379 s | 3      | 1:37,118 min | 5      |
| Amanda Ogorodņikova                                                                       | Einsitzer    | 48,664 s | 6      | 48,683 s | 6      | 1:37,347 min | 6      |
| Margita Sirsnina Madara Pavlova                                                           | Doppelsitzer | DNF      | DNF    | DNF      | DNF    | DNF          | DNF    |
| Männer                                                                                    |              |          |        |          |        |              |        |
| Edvarts Marts Markitāns                                                                   | Einsitzer    | 46,809 s | 4      | 46,612 s | 4      | 1:33,421 min | 4      |
| Jānis Gruzdulis-Borovojs Ēdens Eduards Čepulis                                            | Doppelsitzer | 47,383 s | 2      | 47,247 s | 1      | 1:34,630 min | Silber |
| Mixed                                                                                     |              |          |        |          |        |              |        |
| Margita Sirsniņa Edvarts Marts Markitāns Jānis Gruzdulis-Borovojs / Ēdens Eduards Čepulis | Teamstaffel  | —        | —      | —        | —      | 2:30,299 min | Silber |

### Shorttrack
| Athleten       | Wettbewerb | Vorläufe     | Vorläufe | Viertelfinale | Viertelfinale | Halbfinale    | Halbfinale    | Finale A/B    | Finale A/B    | Rang |
| Athleten       | Wettbewerb | Zeit         | Rang     | Zeit          | Rang          | Zeit          | Rang          | Zeit          | Rang          | Rang |
| -------------- | ---------- | ------------ | -------- | ------------- | ------------- | ------------- | ------------- | ------------- | ------------- | ---- |
| Frauen         |            |              |          |               |               |               |               |               |               |      |
| Kamila Salmiņa | 500 m      | 48,443 s     | 4        | ausgeschieden | ausgeschieden | ausgeschieden | ausgeschieden | ausgeschieden | ausgeschieden | 29   |
| Kamila Salmiņa | 1000 m     | 1:56,768 min | 4        | ausgeschieden | ausgeschieden | ausgeschieden | ausgeschieden | ausgeschieden | ausgeschieden | 33   |
| Kamila Salmiņa | 1500 m     | —            | —        | 3:03,054 min  | 5             | ausgeschieden | ausgeschieden | ausgeschieden | ausgeschieden | 30   |
| Madara Gintere | 500 m      | 49,949 s     | 4        | ausgeschieden | ausgeschieden | ausgeschieden | ausgeschieden | ausgeschieden | ausgeschieden | 32   |
| Madara Gintere | 1000 m     | 1:47,534 min | 4        | ausgeschieden | ausgeschieden | ausgeschieden | ausgeschieden | ausgeschieden | ausgeschieden | 32   |
| Madara Gintere | 1500 m     | —            | —        | 2:46,802 min  | 6             | ausgeschieden | ausgeschieden | ausgeschieden | ausgeschieden | 32   |

### Skeleton
| Athleten         | Lauf 1  | Lauf 1 | Lauf 2  | Lauf 2 | Gesamt      | Gesamt |
| Athleten         | Zeit    | Rang   | Zeit    | Rang   | Zeit        | Rang   |
| ---------------- | ------- | ------ | ------- | ------ | ----------- | ------ |
| Frauen           |         |        |         |        |             |        |
| Marta Andžāne    | 55,90 s | 10     | 54,49 s | 1      | 1:50,39 min | 5      |
| Dārta Neimane    | 54,62 s | 1      | 55,17 s | 4      | 1:49,79 min | Silber |
| Laura Lēģere     | 54,92 s | 3      | 55,30 s | 7      | 1:50,22 min | Bronze |
| Männer           |         |        |         |        |             |        |
| Emīls Indriksons | 52,40 s | 1      | 52,26 s | 1      | 1:44,66 min | Gold   |
| Dāvis Valdovskis | 53,06 s | 5      | 53,10 s | 3      | 1:46,16 min | 4      |

### Ski Alpin
| Athleten               | Wettbewerb         | Lauf 1      | Lauf 1 | Lauf 2  | Lauf 2 | Gesamt      | Gesamt |
| Athleten               | Wettbewerb         | Zeit        | Rang   | Zeit    | Rang   | Zeit        | Rang   |
| ---------------------- | ------------------ | ----------- | ------ | ------- | ------ | ----------- | ------ |
| Frauen                 |                    |             |        |         |        |             |        |
| Frīda Saļņikova        | Super-G            | —           | —      | —       | —      | 58,48 s     | 40     |
| Frīda Saļņikova        | Alpine Kombination | 1:00,19 min | 38     | 58,38 s | 28     | 1:58,57 min | 28     |
| Frīda Saļņikova        | Riesenslalom       | 54,60 s     | 34     | 57,82 s | 27     | 1:52,42 min | 27     |
| Frīda Saļņikova        | Slalom             | 55,09 s     | 33     | 53,39 s | 24     | 1:48,48 min | 24     |
| Männer                 |                    |             |        |         |        |             |        |
| Pauls Pēteris Prancāns | Super-G            | —           | —      | —       | —      | 1:00,52 min | 48     |
| Pauls Pēteris Prancāns | Alpine Kombination | 1:00,54 min | 49     | DNF     | DNF    | DNF         | DNF    |
| Pauls Pēteris Prancāns | Riesenslalom       | 56,65 s     | 53     | 50,99 s | 38     | 1:47,64 min | 39     |
| Pauls Pēteris Prancāns | Slalom             | 53,47 s     | 48     | DNF     | DNF    | DNF         | DNF    |

### Skilanglauf
| Athleten                                                                | Wettbewerb       | Zeit        | Rang |
| ----------------------------------------------------------------------- | ---------------- | ----------- | ---- |
| Frauen                                                                  |                  |             |      |
| Linda Kaparkalēja                                                       | 7,5 km klassisch | DNS         | DNS  |
| Martīne Djatkoviča                                                      | 7,5 km klassisch | 28:01,6 min | 53   |
| Männer                                                                  |                  |             |      |
| Jēkabs Skolnieks                                                        | 7,5 km klassisch | DNS         | DNS  |
| Ritvars Ļepeškins                                                       | 7,5 km klassisch | 22:12,0 min | 43   |
| Mixed                                                                   |                  |             |      |
| Linda Kaparkalēja Jēkabs Skolnieks Martīne Djatkoviča Ritvars Ļepeškins | 4 × 5 km Staffel | 59:00,0 min | 17   |

| Athleten           | Wettbewerb      | Qualifikation | Qualifikation | Viertelfinale | Viertelfinale | Halbfinale    | Halbfinale    | Finale        | Finale        | Rang |
| Athleten           | Wettbewerb      | Zeit          | Rang          | Zeit          | Rang          | Zeit          | Rang          | Zeit          | Rang          | Rang |
| ------------------ | --------------- | ------------- | ------------- | ------------- | ------------- | ------------- | ------------- | ------------- | ------------- | ---- |
| Frauen             |                 |               |               |               |               |               |               |               |               |      |
| Linda Kaparkalēja  | Sprint Freistil | 3:47,75 min   | 27            | 3:55,89 min   | 5             | ausgeschieden | ausgeschieden | ausgeschieden | ausgeschieden | 23   |
| Martīne Djatkoviča | Sprint Freistil | 4:03,97 min   | 47            | ausgeschieden | ausgeschieden | ausgeschieden | ausgeschieden | ausgeschieden | ausgeschieden | 47   |
| Männer             |                 |               |               |               |               |               |               |               |               |      |
| Ritvars Ļepeškins  | Sprint Freistil | 3:11,16 min   | 23            | 3:10,88 min   | 6             | ausgeschieden | ausgeschieden | ausgeschieden | ausgeschieden | 29   |
| Jēkabs Skolnieks   | Sprint Freistil | 3:13,88 min   | 31            | ausgeschieden | ausgeschieden | ausgeschieden | ausgeschieden | ausgeschieden | ausgeschieden | 30   |